# Сандра Андріамаросоа
Сандра Андріамаросоа (нар. 13 квітня 1992) — колишня мадагаскарська тенісистка.
Найвищу одиночну позицію світового рейтингу — 991 місце досягла 23 травня 2016, парну — 897 місце — 9 травня 2016 року.
Здобула 1 парний титул туру ITF.

## Фінали ITF

### Парний розряд: 1 (1–0)
| Легенда          |
| ---------------- |
| Турніри $100,000 |
| Турніри $75,000  |
| Турніри $50,000  |
| Турніри $25,000  |
| Турніри $10,000  |

| Фінали за покриттям |
| ------------------- |
| Тверде (0–0)        |
| Ґрунт (0–1)         |
| Трава (0–0)         |
| Килим (0–0)         |

| Результат | Ранг | Дата           | Турнір                   | Покриття | Партнерка             | Суперниці                 | Рахунок  |
| --------- | ---- | -------------- | ------------------------ | -------- | --------------------- | ------------------------- | -------- |
| Перемога  | 1.   | 12 червня 2015 | Антананаріву, Мадагаскар | Ґрунт    | Зара Разафімахатратра | Мадрі Ле Ру Лінікес Терон | 6–3, 6–2 |